# 13号族
13号族（13ごうぞく、Family 13）とは、サラブレッドの牝系（母系）一族のひとつである。牝祖はセドバリー・ロイヤル・メア（Sedbury Royal Mare)。
他の牝系との関係としては、4号族、7号族、11号族との関連が指摘されている。また、これを裏付けるものとしてアイルランドのヒルらの研究がある（参考文献参照）。これにより実際にmtDNAの基本ハプロタイプが4号族及び11号族と同じB2系統であることが確かめられた（ただし7号族は2号族と同じD3系統だった）。
代表馬はハイフライヤー、オーランド、ファロスとフェアウェイの兄弟、オペラハウス、サイレントウィットネス、マーチス、シリウスシンボリ、マーベラスクラウン、ビワハヤヒデとナリタブライアンの兄弟等々。
特に牝馬ながら英三冠馬に挑戦したショットオーヴァーからフリゼットなどを通じて拡大している13-c族からは、トウルビヨン(1928)、マートルウッド(1932)、パーソロン(1960)、タイプキャスト(1966)、ミスタープロスペクター(1970)、ダリア(1970)、シアトルスルー(1974)、ダルシャーン(1981)、ファーディナンド(1983)、バーリ(1992)、シンダー(1997)、レイルリンク(2003)、日本でもプリテイキャスト、ラッキールーラ、レッツゴーターキン、サクラチトセオー、シルクプリマドンナ、ヘヴンリーロマンス、オウケンブルースリ、カレンチャン、ジャスティンミラノなどを出している。

## 牝系図
- Sedbury Royal Mare -- F-No.13
  - D'Arcy's Yellow Turk Mare (Darcys Yellow Turk)
    - Grey Royal (Darcys White Turk)
      - Kitt d'Arcy's Royal Mare (Blunderbuss)
        - Milbanke's Black Mare (Makeless)
          - Gipsy (King Williams Black Barb Without a Tongue)
            - Stanyan's Arabian Mare (Stanyan Arabian)
              - Charming Molly(1742, Second)
                - Bustard Mare (Bustard)
                  - Coalition Colt Mare (Coalition Colt)
                    - Forester Mare (Williams Forester)
                      - Bosphorus Mare (Bosphorus)
                        - Princess(1777, Eclipse)
                          - Heroine(1789, Phoenomenon)
                          - Desdemona(1803, Sir Peter Teazle)
                            - Dick Andrews Mare(1814, Dick Andrews)
                              - Widgeon(1827, Whisker)
                                - Cadland Mare(1834, Cadland)
                                  - Gladiator Mare(1846, Gladiator)
                                    - Tight-Fit (1856, Teddington)-- F-No.13-d

          - Soreheels Mare(1742, Soreheels)
            - Regulus Mare(1751, Regulus)
              - Ruth(1761, Blank)
                - Ambrosia(1783, Woodpecker)
                  - Fanny(1790, Diomed)
                    - Fadladinida(1806, Sir Peter Teazle)
                      - Madame Saqui(1814, Remembrancer)
                        - La Danseuse(1825, Blacklock)
                          - Reel(1836, Camel)
                            - Cuckoo(1843, Elis)
                              - Merlette(1858, The Baron)
                                - Mavis(1874, Macaroni)
                                  - Rattlewings(1883, Galopin) -- F-No.13-e

              - Rutilia(1769, Blank) -- F-No.13-a
                - Harmony(1775, Herod)
                  - Scota(1783, Eclipse)
                    - Scotilla(1795, Anvil)
                      - Olympia(1815, Sir Oliver)
                        - Kite(1821, Bustard)
                          - Lady Moore Carew(1830, Tramp)
                          - Lady Sarah(1841, Velocipede) -- F-No.13-b
                          - Mendicant(1843, Touchstone)
                            - Vaga(1858, Stockwell)
                              - Stray Shot(1872, Toxophilite) -- F-No.13-c